# Kungsholmstull

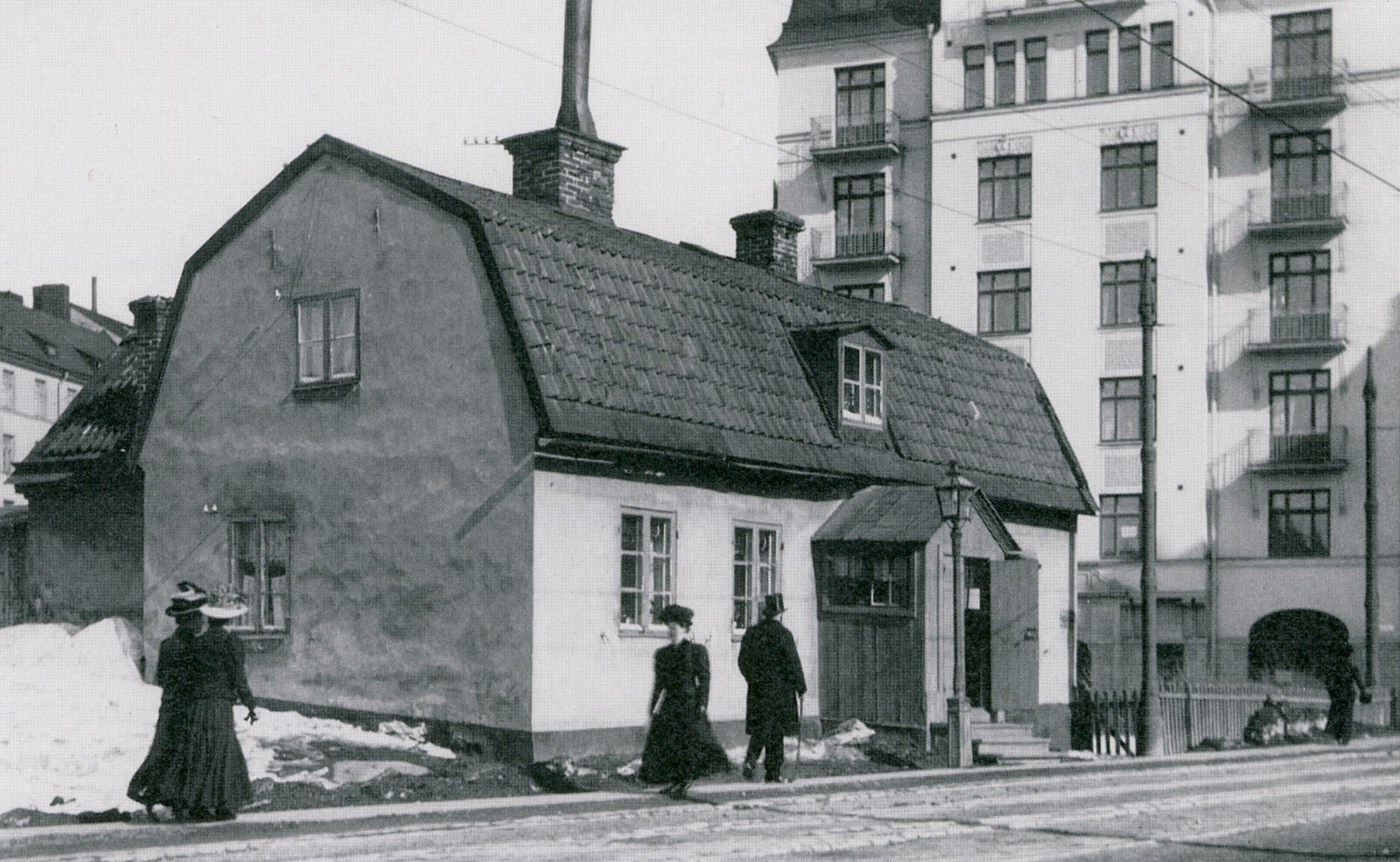
Tullstugan kort innan den revs på 1910-talet

Kungsholmstull var en tullstation på ön Kungsholmen i Stockholm. Sista tullhuset, som låg vid nuvarande Fridhemsplan revs under senare delen av 1910-talet.
När stadstullen för Stockholm beslöts 1622 uppfördes även ett tullstaket som korsade det glest bebodda Kungsholmen i nord-sydlig riktning. Staketet gick med ungefär samma sträckning som S:t Eriksgatan har idag och den första tullstugan låg vid dagens korsning mellan S:t Eriksgatan och Fleminggatan på den nuvarande platsen för Västermalmsgallerian. På äldre kartor kallades tullstationen för Waktstuga på Kungsholms Stadshage. På Kungsholmen fanns samtidigt ytterligare en tull, det var Västra sjötullen intill Karlbergssjön vid dagens Mariedal.
År 1787 öppnades den nya landsvägen västerut (se Drottningholmsvägen) mot Drottningholms slott med den första Tranebergsbron över till Brommalandet. I samband med det flyttades vaktstugan vid Fleminggatan längre mot sydväst till området i närheten av nuvarande Fridhemsplan, mellan dagens Fridhemsgatan och Mariebergsgatan. Byggnaden var ursprungligen ett trähus som ersattes 1832 med ett stenhus ritat av arkitekt Carl Christoffer Gjörwell d.y..  Det blev ett enplanshus med brutet tegeltak. Efter tullens avflyttning 1857 användes huset som bland annat sjukhem för spädbarn och fängelse. Under senare delen av 1910-talet revs tullhuset för att ge plats åt Fridhemsplan.